# Loiret
Loiret je francouzský departement ležící v regionu Centre-Val de Loire. Název je odvozen od řeky Loiret, přítoku Loiry. Hlavní město je Orléans.

## Geografie

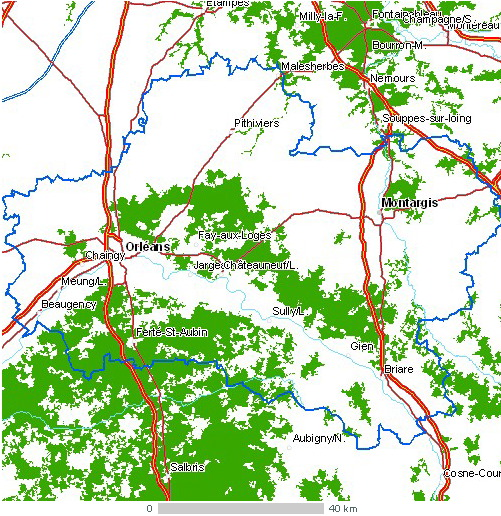
Mapa

## Nejvýznamnější města

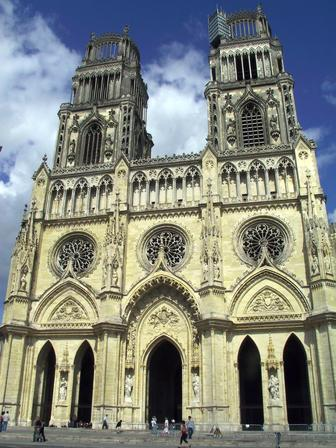
Katedrála v Orléans

- Montargis
- Orléans
- Pithiviers
- Sully-sur-Loire